# Kościół św. Aleksego w Przedborzu
Kościół świętego Aleksego – rzymskokatolicki kościół parafialny należący do dekanatu przedborskiego diecezji radomskiej.

## Historia
Pierwotna świątynia została zbudowana jako kaplica zapewne na polecenie św. Kingi, żony Bolesława V Wstydliwego przez Jacka Aleksego Sadykierza, i została poświęcona św. Aleksemu, patronowi jej dziadka cesarza Aleksego Komnena. Kaplica powstała zapewne około 1278 roku. Po wielkim pożarze w 1341 roku Kazimierz III Wielki dobudował do kaplicy wieżę z czerwonego piaskowca. W 1683 roku świątynia została spalona. W latach 1683–1695 kościół został odbudowany i powiększony o kaplicę św. Mikołaja dzięki staraniom Mikołaja Siemieńskiego. Na skutek kolejnych pożarów wieża z czasów Kazimierza III Wielkiego została obniżona. Budowla została zniszczona w 1834 roku przez pożar i odbudowany kosztem rządu. Po I wojnie światowej świątynia była odbudowywana dzięki staraniom księdza Antoniego Ręczajskiego. Ostatnio świątynia była remontowana w latach 1974-1978 dzięki staraniom księdza Józefa Oktobrowicza. W latach 1994–1997 budowla została pokryta blachą miedzianą dzięki staraniom księdza Stanisława Szczypiora. Świątynia została wzniesiona w stylu gotyckim, jednak w ciągu wieków była wielokrotnie przebudowywana, w związku z tym w większości reprezentuje styl barokowy. Jest to kościół orientowany, wybudowany z kamienia i cegły.

## Wyposażenie i wystrój
Ołtarz główny, reprezentujący styl barokowy, został wykonany z drewna i pochodzi z pierwszej połowy XVII wieku. Jest ozdobiony 6 kolumnami korynckimi z obrazem Matki Bożej z Dzieciątkiem z XVI wieku. W niższej części nastawy ołtarza są umieszczone figury: św. Szczepana, św. Tekli, powyżej św. Józefa i św. Marii Magdaleny, pomiędzy nimi znajduje się obraz św. Trójcy, w zwieńczeniu jest umieszczony obraz św. Mikołaja z początku XIX wieku, natomiast najwyżej znajduje się ukrzyżowany Chrystus z XVIII wieku, obok są umieszczone figury św. Franciszka i św. Antoniego. Ołtarz z nawy północnej reprezentujący styl barokowy pochodzi z XVII wieku i jest ozdobiony obrazem św. Antoniego z XVIII wieku oraz rzeźbą późnobarokową Chrystusa Zmartwychwstałego. Ołtarz z nawy południowej, również barokowy pochodzi z XVII wieku i jest ozdobiony krzyżem z figurą Pana Jezusa. Poza tym do wyposażenia należą: płyta nagrobna księdza Wlazło z 1586 roku (jest połamana, w trzech kawałkach, w związku z tym nie jest wyeksponowana i nie można jej oglądać) oraz epitafium Zofii z Czapalskich Lembke zmarłej w 1829 roku.

## Organy
W kościele znajdują się szesnastogłosowe organy zbudowane przez Józefa Bułe z Krakowa w 1978 roku. Są rozłożone na dwa manuały oraz pedał. Składają się dokładnie z 1076 piszczałek. 
Dyspozycja instrumentu:
| Manuał I         | Manuał II      | Pedał           |
| ---------------- | -------------- | --------------- |
| 1. Pryncypał 8'  | 1. Gedekt 8'   | 1. Subbas 16'   |
| 2. Burdon 8'     | 2. Salicet 8'  | 2. Oktawbas 8'  |
| 3. Oktawa 4'     | 3. Prestant 4' | 3. Chorałbas 4' |
| 4. Flet 4'       | 4. Rurflet 4'  |                 |
| 5. Róg nocny 2'  | 5. Oktawa 2'   |                 |
| 6. Nazard 2 2/3' | 6. Cymbel 3ch. |                 |
| 7. Mikstura 3ch. |                |                 |

## Dzwony
Na trzeciej kondygnacji wieży znajdują się dzwony odlane ze staliwa w 1872 roku w Bochum. Na mniejszym dzwonie znajduje się napis: BOCHUM, GERMANIA NOS FECIT - POLONIA DEO SERVIRE IUSSITT - W BOCHUM, NIEMCY WYKONALI - W POLSCE SŁUŻĄ BOGU, na większym nastomiast: BOCHUMER VEREIN GUSSSTAHLFABRIK. PROCURANTIB JOS SZPADERSKI CUR, PRZEDBOR ET VIN SWIERZEWSKI PRAESID MAGISTRATUS CIVIT. A.D. MDCCCLXXII.
|   | Imię       | Ton uderzeniowy | Rok odlania | Odlewnia                | Waga (kg) | Średnica (cm) |
| - | ---------- | --------------- | ----------- | ----------------------- | --------- | ------------- |
| 1 | św. Aleksy | a'              | 1872        | Bochumer Verein, Bochum | ~450 kg   | 100 cm        |
| 2 | św. Antoni | c"              | 1872        | Bochumer Verein, Bochum | ~290 kg   | 80 cm         |